# Banda de frecuencia

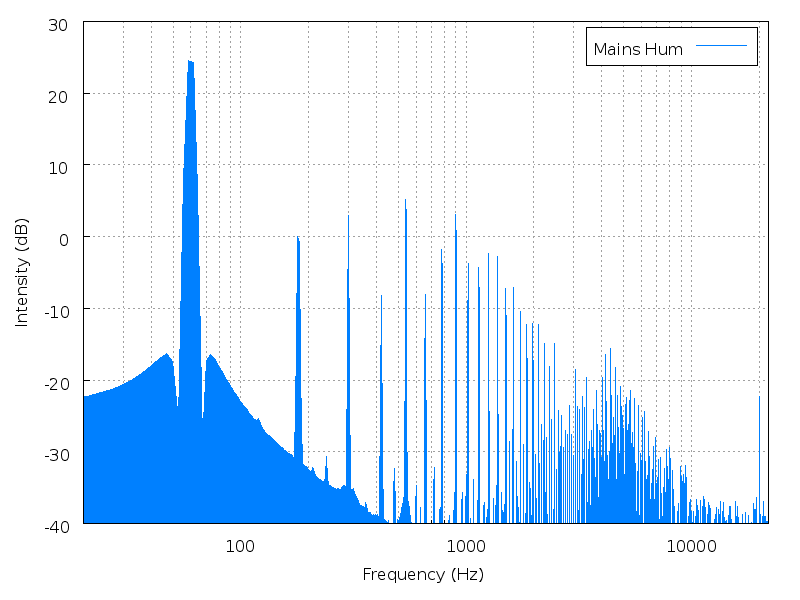
Banda de frecuencia

Una banda de frecuencia es un intervalo en el dominio de frecuencia, delimitado por una frecuencia más baja y una frecuencia más alta. El término puede referirse a una banda de radio o un intervalo de algún otro espectro.
El rango de frecuencia de un sistema es el rango sobre el cual se considera que proporciona un rendimiento satisfactorio, como un nivel útil de señal con características de distorsión aceptables. Una lista de los límites superior e inferior de los límites de frecuencia para un sistema no es útil sin un criterio para lo que representa el rango.
Muchos sistemas se caracterizan por el rango de frecuencias a las que responden. Los instrumentos musicales producen diferentes rangos de notas dentro del rango de audición. El espectro electromagnético se puede dividir en muchos rangos diferentes, como luz visible, radiación infrarroja o ultravioleta, ondas de radio, rayos X, etc., y cada uno de estos rangos se puede dividir en rangos más pequeños. Una señal de radiocomunicación debe ocupar un rango de frecuencias que transporten la mayor parte de su energía, llamada ancho de banda. Una banda de frecuencia puede representar un canal de comunicación o subdividirse en muchos. La asignación de rangos de radiofrecuencia a diferentes usos es una función principal de la asignación del espectro radioeléctrico. 
- Datos: Q123337858